# Форт Орандж (Нова Нидерландия)
Форт Орандж, Форт Ор̀анж (на нидерландски: Fort Oranje) е първото постоянно нидерландско селище в Нова Нидерландия на мястото на днешния град Олбани, в щата Ню Йорк.
Изграден е като алтернатива на Форт Насау, построен на близкия остров Касъл в река Хъдсън. Форт Насау служи като търговски пост предимно за траперите на необработени кожи и е изоставен през 1617 или 1618 г. поради постоянните пролетни наводнения. И двете укрепления са наименувани в чест на нидерландската властваща династия Оранж-Насау.

## История
През 1623 г. кораб с 30 валонски протестанти от днешна Белгия акостира в Ню Амстердам (дн.: Ню Йорк). От тях 8 души се преместват в околността на днешен Олбани. Там те построяват Форт Орандж на приблизително 2 мили (3,2 км) северно от Форт Насау. В публикация от 1628 г. за населението на Нова Нидерландия се заявява, че „във Форт Орандж няма никакви семейства..., там се задържат двадесет и пет-шест души, търговци.“.
През 1626 г. командир на Форт Орандж и гарнизона на форта се отзовават на помощ на мохиканите във войната им срещу мохоките .
Поради спор между генералния управител (Director-General) на Нова Нидерландия и патрона на имението Ренселерсуик относно юрисдикцията над форта и околната общност, фортът и общността стават независима община, откривайки пътя за създаването на бъдещия град Олбани. След завладяването на Форт Орандж от англичаните той е преименуван на Форт Олбани, но не след дълго е изоставен в полза на новоизградения Форт Фредерик, построен през 1676 г.

## Археологически разкопки
Бившият „Тръст на щата Ню Йорк“ предприема разкопки с помощта на Министерството на транспорта, които продължават от 20 октомври 1970 до март 1971 г. Преди археологическите разкопки, през 1970 г., местните музеи нямат никакви нидерландски артефакти от 17 век, открити в Олбани.
Първата пробна разкопка е направена на терена, който е бил изба на къщата на Симеон де Вит, изградена върху стария форт и която била заличила изцяло основите му. Продължавайки разкопките, археолозите откриват много обекти от нидерландското колониално минало на Олбани. Сред тези останки били лули, мъниста, рейнска керамика, китайски порцелан, каменинови тръби и венецианско стъкло. Керамиката била предимно майолика и малко порцелан, поне за периода от преди 1650 г..